# Torstein Aagaard-Nilsen
Torstein Aagaard-Nilsen (Oslo, 11 gennaio 1964) è un compositore norvegese.

## Biografia
Aagaard-Nilsen è cresciuto a Kabelvåg, nel Lofoten (Nord-Norvegia). Dal 1986 al 1990 studiò al conservatorio di Bergen. Dal 1990 al 1994 lavorò a questo conservatorio come insegnante di musica classica contemporanea. Inoltre, è stato il leader del Autunnale-festivalen - (Music Factory and Autunnale), sempre a Bergen. Nel 1992 al 1993 arrangiò a compose opere per la  Forsvarets Stabsmusikkorps Vestlandet - Norwegian Army Band, Bergen (NABB), scrivendo, tra gli altri lavori, Arctic Landscape. In questo periodo Aagaard-Nilsen scrisse numerosi lavori per bande di ottoni e di legni.
Aagaard-Nilsen lavora come direttore d'orchestra di varie scuole e orchestre dilettanti, e inoltre come insegnante del Manger Folkehøgskule. Fondò, insieme a Ketil Hvoslef, Jostein Stalheim e Knut Vaage, fondò il Av garde.
Come compositore, ha scritto brani per orchestra, musica da camera, coro, band e musicali

## Composizioni

### Per orchestra
- 1992/1997 The fourth Angel per tromba a orchestra
- 1992/1993 Concerto per Tromba in C e orchestra
- 1995 Kar - A little overture
- 1995-1996 Concerto per Violoncello e Orchestra
- 1996 Concerto per Teomba e "String Orchestra" - Tromba Concerto No. 2
- 1997 rev.2003 Concerto per Trombone e Orchestra
- 1998 Concerto per Trombone and String Orchestra
- 2000 Concerto per Eufonip e Orchestra
- 2003 Fanfares and Fairytales (Concerto No. 2 per Trombone e Orchestra)

### Per Bande di legni
- 1992 Arctic Landscape for Military Band
- 1994 Preludium for Symphonic Band
- 1994 Triade - "The Angels of Destruction" for Symphonic Wind Orchestra
- 1997 Norwegian Dance
- 1997 From Borge - two folk tunes from Borge on Lofoten
- 1998 Grim
- 1998 Pang - Introduction No. 4 for Symphonic Band
- 1999 The Viking Church in occasione per i 1000 anni dalla fondazione della chiesa Kabelvåg.
- 2000 Den evige klangen per bande di ottoni (4 cornetti, corni, euufonio, tuba, percussioni.
- 2002 Cantilena Cradle Song per un assolo di trombone.
- 2004 Cantilena II Mountain Song per eufonio e bande di legni (flauti, oboe, 4 clarinetti, clarinetto grave, saxofono, corno francese e vibrafono)
- Arctic Funk
- Introduction and Punk
- Pentagram
  1. Call and Awakening
  2. Ritual I
  3. De Profundis
  4. Ritual II
  5. Call and Destruction
- Wings of Changes

### Per bande di ottoni
- 1989 Abstractions
- 1990-1991 Awakening
- 1990 Entrada: Introduction No. 2
- 1992 Meditasjon
- 1993 Concerto for Bb Cornet and Brass Band
- 1996 Seid
- 1998/1999 Dynamis - Missa Sophia (vedi Cantatas and masses)
- 2003 Aubade - Dawn Songs of the Fabulous Birds
- 2003 Bloodaxe: Lament for Tuba and Brass Band
- 2003 InteraktivMegaGigaRytme
- 2005 Hommage á Wolfgang Amadeus Mozart
- Ballade - Paraphrase on "Den svalande vind"
- Circius
- Den fyrste song
- Det står eit lys
- E'Spenstig
- Elegy & March
- Fra Borge - To folketoner fra Borge i Lofoten
- Fra Ryfylke - Two folk tunes from Rogaland
- Norwegian Dance
- Postludium
- The Binding of the Wolf
- T-Rex!
- Vitae lux

### Per coro
- 1992 Ensomme skip per un coro femminile (SSAA) - testo in norvegese di Rolf Jacobsen
- 1994 Bølgje per coro misto - testo in norvegese di Halldis Moren Vesaas
- 1996 Morgen, kan jeg ta dig inn til mig per un coro maschile - testo di Rolf Jacobsen
- 2001/2002 Aldri før... per un coro misto
- 2002 Et annet lys per un coro misto

### Lavori vocalii con orchestre o accompagnamento musicale
- 1990/1991 Eg er din ven per soprano, baritono, flute, oboe, tromba e piano - testo di Ingebjørg Kasin Sandsdalen
- 1999 Det andre lyset per voce, saxofono, trombone e piano

### Cantate e messa
- 1994 Vår jord, vår Evighet
  1. Preludium
  2. Det ryker
  3. Små lys på havet
  4. Nord
  5. Sol i sorg
  6. Hyss
- 1998/1999 Dynamis - Missa sophia

### Piano
- 1993 Hot-house - Drivhus per  piano

### Musica da camera
- 1988/1989 AAP - Ufarlig? : Stykke per 4 Bb-trompeter
  1. Antiphoni
  2. Anti
  3. Phoni
- 1990-1991 Jacobsen sanger per assolo di baritono
- 1991/1994 Black Light - Version 2 per flauto dolce, violino, violoncello e arpa
- 1992 Feber-fantasi per eufonio e clarinetto (inoltre per trombone)
- 1993 Novelle for Brass Ensemble
- 1996/1997 Elegy for Broken Hearts - 1. Movement from Concerto for Trumpet and String Orchestra
- 1996 Fabula I
- 1996 Fabula II
- 1998 Efflorescent
- 1998 Crossing Lines
- 1998 Glance of a Landscape
- 1999 Light
- 2000 Eventyrlege fabler
- 3 Etudes for Brass Quartet
- Den fyrste song
- Two Norwegian Tunes
  1. På klårfjell der kvelver seg
  2. Fiskaren talar til sonen sin